# Samsun
Samsun je město v Turecku, má přibližně 1,37 milionu obyvatel a nachází se na pobřeží Černého moře.

## Historie
V 7. století př. n. l. byl Samsun založen řeckými kolonisty z Milétu jako Amisos. Poté se stal součástí Pontského království, to později se dostalo do vlivu Alexandra Velikého. Roku 47 př. n. l. se města zmocnili Římané, které o několik století později vystřídali Byzantinci, a to až do doby úpadku jejich říše ve 13. století; to se potom Samsunu zmocnili Seldžučtí Turci. S rozmachem Osmanského impéria padla i vláda Seldžuků. Osmané využili vhodného klimatu na konci 19. století, když začali pěstovat v Samsunu a jeho okolí tabák; město bylo napojeno na železniční síť a díky přístavům kvetl jeho vývoz. Také právě zde zahájil Mustafa Kemal Atatürk revoluci, která v roce 1919 vedla postupně ke vzniku republiky, hlavní třída ve městě po něm dodnes nese jeho jméno. Do roku 1923 tvořili většinu obyvatel Pontští Řekové.

## Partnerská města
- Accra, Ghana
- Bizerta, Tunisko
- Bordeaux, Francie
- Brčko, Bosna a Hercegovina
- Dar es Salaam, Tanzanie
- Doněck, Ukrajina
- Gorgán, Írán
- Kalmar, Švédsko
- Kiel, Německo
- North Little Rock, USA
- Novorossijsk, Rusko
- Trikomo, Severní Kypr